# Афонин, Василий Егорович
Василий Егорович Афонин (3 сентября 1939 года, д. Жирновка, Новосибирская область — 8 декабря 2021 года, Северск) — русский прозаик, автор деревенской прозы.
Родился в крестьянской семье на берегах реки Шегарки. После окончания в 1955 семилетней деревенской школы переменил много профессий. В 1966 окончил вечернюю десятилетку и изучал юриспруденцию в Одессе, причём из-за его выступления в защиту Солженицына ему только в 1971 с трудом разрешили сдать госэкзамен. Уже его первое произведение «В том краю» (1972) выделялось своеобразием среди деревенской прозы тех лет и завоевало признание: «крепкий, чистый голос» (В. Лакшин). В 1974 он переехал в Томск. В 1976 Афонин стал членом СП СССР.

## Сочинения

### Книги
- В том краю, 1975
- Последняя осень, 1976
- Клюква ягода. Повесть и рассказы, 1979
- Игра в лапту. Рассказы, 1981
- Письма из Юрги, сб., 1984
- Вечера, 1984
- Чистые плесы, 1986
- Подсолнухи, 1989
- Сполохи, 1989
- Диалектика природы, 1991
- Поленница. Томск, 1995
- Пока текут реки. (Хроника сибирской жизни). Томск, 1998
- Однажды навсегда. Роман. М., 1999
- Дом на холме (повествование в главах). Томск, «Красное знамя», 2002
- Дымы отечества . Томск, Красное знамя, 2008
- Прощенное воскресенье. Томск, Красное знамя, 2009

### Периодика
- В том краю, ж. «Наш современник», 1972, № 11. В этой повести Афонин описывает лето в родной сибирской деревне Юрга, куда он студентом приехал навестить родителей. В картинах основных сельских трудов — сенокос, пастбище, сбор грибов, ягод, ремонт дома, охота — реализм изображения сочетается с психологизмом.[2]
- Письма из Юрги, ж. «Наш современник», 1973, № 11
- На болотах, ж. «Юность», 1978, № 7. В повести (позже названа «Клюква ягода») происходит встреча двух братьев: старший из них сумел всю войну провести в Сибири на солидной должности, а младший возвращается с фронта и вскоре попадает в лагерь; на фоне суровой советской действительности автор показывает человеческие судьбы в неразрывной связи с природой.[2]
- Тетя Феня, ж. «Дружба народов», 1979, № 12. Действие рассказа происходит на юге России; в рассказе проявилось умение Афонина создавать живые выпуклые образы людей из народа и в поступательном развитии действия аналитически раскрывать их предысторию.[2]
- Вечера, ж. «Аврора», 1981, № 10
- Жили-были старик со старухой, ж. «Сибирские огни», 1983, № 1
- Подсолнухи, ж. «Знамя», 1987, № 7
- Биография, ж. «Юность», 1990, № 4. В этом рассказе Афонин изображает на собственном опыте типичную для социалистической системы социальную несправедливость, причем его трезвый, иногда иронический, в деталях неопровержимо точный стиль мастерски передает последствия воздействия системы на жизнь людей: «Во лжи родился, во лжи вырос, состарился, во лжи, судя по всему, умру».[2]
- Тухта. Повесть, «День и ночь», 1996, № 4-5
- Учёба, «День литературы» № 18, 2000
- Поморский крест, «Дальний Восток», 2003, № 4